# Richard Tauber
Richard Tauber (ur. 16 maja 1891 w Linzu, zm. 8 stycznia 1948 w Londynie) – austriacki śpiewak (tenor) i aktor.

## Życiorys
Urodził się w Linzu 16 maja 1891 roku jako nieślubny syn sopranistki Elisabeth Dennemie i prowincjonalnego aktora Richarda Taubera. Ojciec Richarda podczas gościnnych występów w Linzu uwiódł 42-letnią śpiewaczkę, po czym wraz z zespołem ruszył w dalszą drogę, od czasu do czasu przesyłając pocztówki i trochę pieniędzy. Matka wychowywała Richarda przez dłuższy czas samotnie. Po kilku latach poznała kolejnego mężczyznę, który ją poślubił, a chłopcu dał nazwisko – Seiffert. Po niepowodzeniu z nauką w szkole Publicznej w Wiesbaden chłopak został oddany pod opiekę prywatnego nauczyciela, a z racji dobrego słuchu i głosu zaczął też pobierać lekcje śpiewu u profesora Beinesa. Po półtorarocznej nauce profesor zaproponował chłopca do drugoplanowej roli w teatrze w Wiesbaden. W tym czasie Richard zaczął dojeżdżać do konserwatorium we Frankfurcie, gdzie rozpoczął studia w klasie kapelmistrzowskiej. W trakcie studiów przypomniał sobie o nim ojciec i zaproponował mu pracę w teatrze w Chemnitz, w którym objął funkcję dyrektora. Richard skuszony wizją większych zarobków przystał na propozycję i przez pewien czas pełnił w teatrze w Chemnitz rozmaite funkcje, głównie korepetytora. 2 marca 1913 roku do Chemnitz nie dojechał tenor, zaproszony na gościnne występy i Richard zaśpiewał zamiast niego rolę Tamina w Czarodziejskim flecie. Obecny na przestawieniu dyrektor Opery Dworskiej w Dreźnie hrabia Seebach i dyrektor muzyczny Ernst von Schuch natychmiast podpisali z nim kontrakt. Ojciec dumny z syna stojącego u progu scenicznej kariery pozwolił mu używać nazwiska Tauber.
W Dreźnie podbił publiczność śpiewając repertuar liryczny. Zachwycano się jego niepowtarzalnym sposobem operowania głosem i subtelnymi, rozpływającymi się w powietrzu pianami. Jego atutami okazały się znakomite warunki fizyczne, zdolności aktorskie i muzykalność. Uważano go za niezrównanego interpretatora partii Mozartowskich. W krótkim czasie stał się bożyszczem drezdeńskiej publiczności. Jego gaża była pięciokrotnie podnoszona w ciągu pięciu lat spędzonych w Dreźnie. W krótkim czasie Tauber zmienił styl życia: kupił sobie samochód, garnitury zaczął zamawiać u najdroższych krawców w Berlinie. Zarobione pieniądze wydawał łatwo. Jednocześnie bardzo dużo pracował. Opowiadano, jak w ciągu jednego dnia śpiewał dwukrotnie Jenika w Sprzedanej narzeczonej po południu w Dreźnie, a wieczorem w Lipsku; jak w pociągu z Drezna do Budapesztu nauczył się roli ze Zmarłych oczu d'Alberta i nazajutrz ją zaśpiewał; jak w Pradze poproszono go z widowni, by zaśpiewał rolę Rudolfa w Cyganerii, bo jej wykonawca nagle zasłabł.
W 1919 roku przeniósł się do Opery Berlińskiej, śpiewał też czasem na festiwalach salzburskich. Jednocześnie zainteresował się operetką. W 1920 roku korzystając z przerwy urlopowej w Operze Berlińskiej zaśpiewał rolę Josziego w Cygańskiej miłości. Usłyszał go wówczas Lehár i zachwycony jego głosem zaprosił na cykl występów we Frasquicie w lipcu 1922 roku. Od 1925 roku kontrakt z Tauberem podpisała również Opera Wiedeńska. Tauber tymczasem na dobre zainteresował się operetką: wystąpił w premierach Ostatniego walca i Pereł Kleopatry Oscara Strausa, zaczął nagrywać przeboje operetkowe na płyty i występować z nimi w radiu. W 1926 roku zaangażował się w walkę o wystawienie w Berlinie operetki Lehára Paganini i odniósł ogromny sukces w roli tytułowej. Odtąd Lehár pisał swoje kolejne utwory z myślą o Tauberze, albo nawet we współpracy z nim: Carewicza (1927), Fryderykę (1928), Krainę uśmiechu (1929). Każda z nich okazywała się wielkim sukcesem śpiewaka i kompozytora.
Tauber został pochowany na cmentarzu Brompton w Londynie.